# Capping
Capping – technika stosowana w reklamie internetowej polegająca na nałożeniu limitu wyświetleń reklamy na unikalnego użytkownika w określonym czasie. Celem cappingu jest zapobieganie nadmiernemu eksponowaniu użytkowników na tę samą reklamę, co mogłoby prowadzić do ich irytacji i spadku efektywności kampanii reklamowej.

## Działanie
Capping ustala maksymalną liczbę odsłon danej reklamy dla pojedynczego użytkownika. Na przykład, jeśli ustawi się limit trzech wyświetleń reklamy na użytkownika w ciągu 24 godzin, każdy użytkownik zobaczy tę reklamę maksymalnie trzy razy w tym okresie, po czym reklama przestanie być dla niego wyświetlana do końca doby.

## Cele stosowania cappingu
Capping ma na celu zapobieganie zmęczeniu reklamą, co może prowadzić do zmniejszenia zaangażowania i frustracji wśród użytkowników, optymalizację budżetu poprzez unikanie marnowania środków na wielokrotne, nieefektywne wyświetlenia tej samej reklamy, oraz zapewnienie lepszego doświadczenia użytkownika, co może pozytywnie wpłynąć na odbiór marki.

## Typy cappingu
1. Cap na użytkownika – ograniczenie liczby wyświetleń reklamy na pojedynczego użytkownika w określonym czasie (np. 3 wyświetlenia na dzień).
2. Cap na kampanię – ograniczenie całkowitej liczby wyświetleń reklamy w ramach kampanii (np. 100 000 wyświetleń na miesiąc).
3. Cap na kanał – ograniczenie liczby wyświetleń reklamy na różnych kanałach reklamowych (np. 5 wyświetleń na tydzień na Facebooku, 10 wyświetleń na Google Ads).

## Zalety i wady cappingu
Zalety:
- zapobieganie irytacji użytkowników,
- optymalizacja budżetu reklamowego,
- poprawa efektywności kampanii.

Wady:
- zbyt surowe limity mogą ograniczyć zasięg reklamy,
- możliwość przegapienia potencjalnych klientów przy zbyt niskich limitach wyświetleń[4].